# 乌斯季乌达区
乌斯季乌达区（俄语：Усть-Удинский район）是俄罗斯联邦伊尔库茨克州下辖的一个区，其行政中心为乌斯季乌达。据2016年统计，该区的人口为13647人。